# Thoricourt
Ne doit pas être confondu avec Oricourt.
Thoricourt est un village du Hainaut central, en Belgique. Administrativement il fait partie de la commune de Silly, située en Région wallonne. C'était une commune à part entière avant la fusion des communes de 1977.

## Évolution démographique
- Sources : INS, Rem. : 1831 jusqu'en 1970 = recensements, 1976 = nombre d'habitants au 31 décembre.

## Patrimoine et culture

### Patrimoine
- L'église de la Sainte Vierge date du XVIIIe siècle.
- La ferme de Lombisoeul est une grande ferme traditionnelle, bâtie en carré, isolée au sud du village.
- La chapelle Notre-Dame de Lourdes.
- Le château de Thoricourt, dont les fondations remonteraient à Obert de Theusies.
- Le château d'Auxy de Launois.

## Galerie

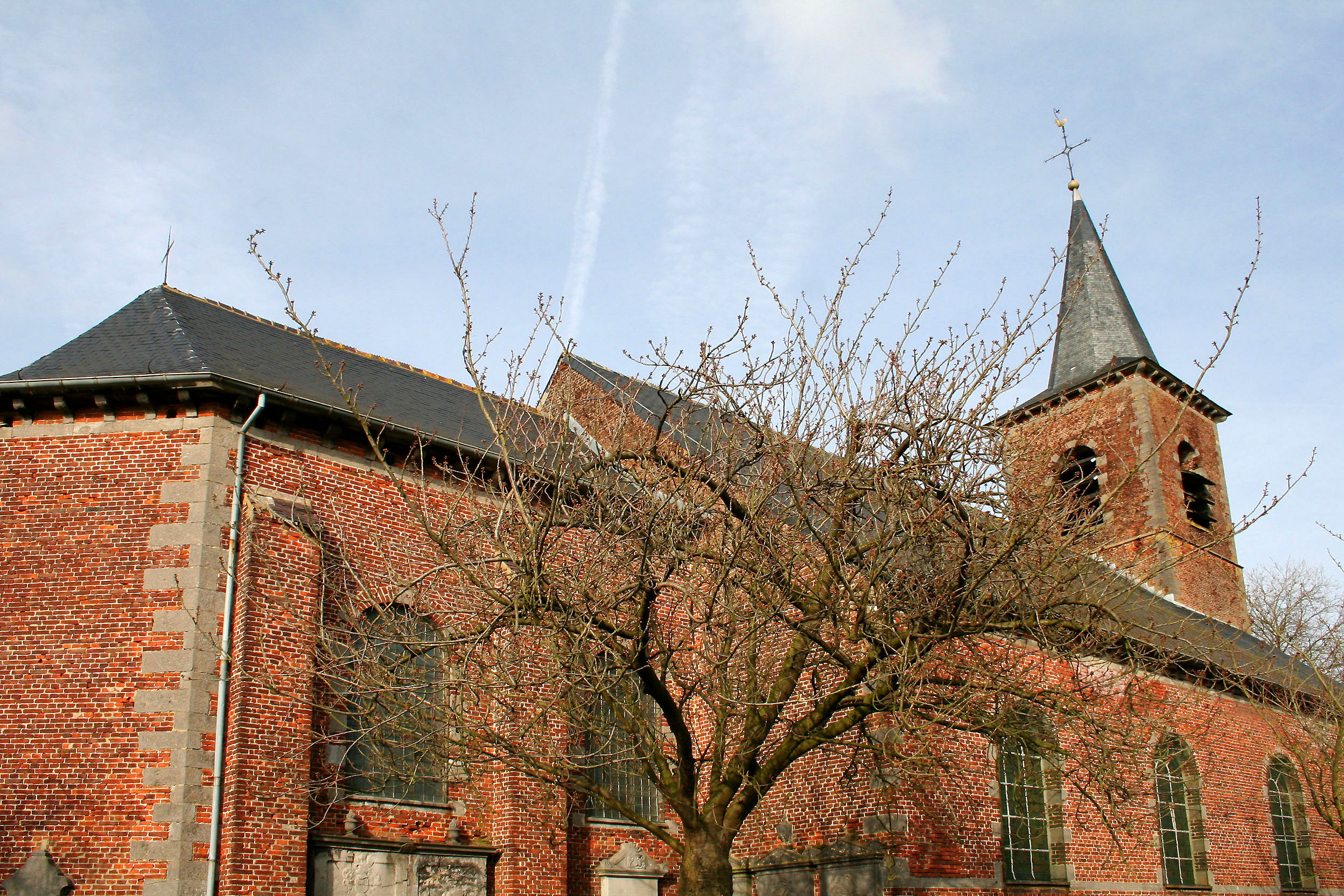
L'église de la Sainte-Vierge (1772-1775).
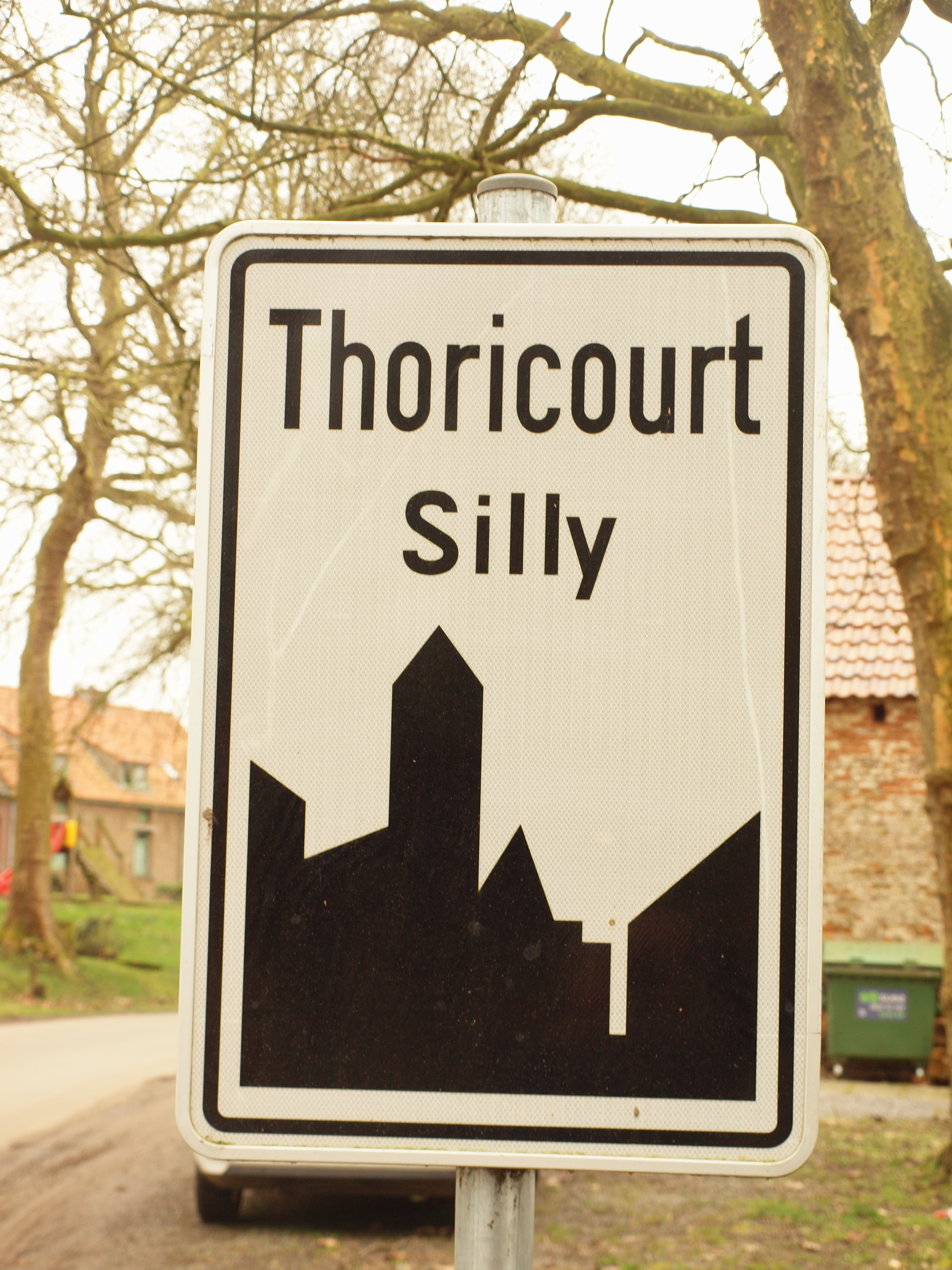
Entrée à Thoricourt.
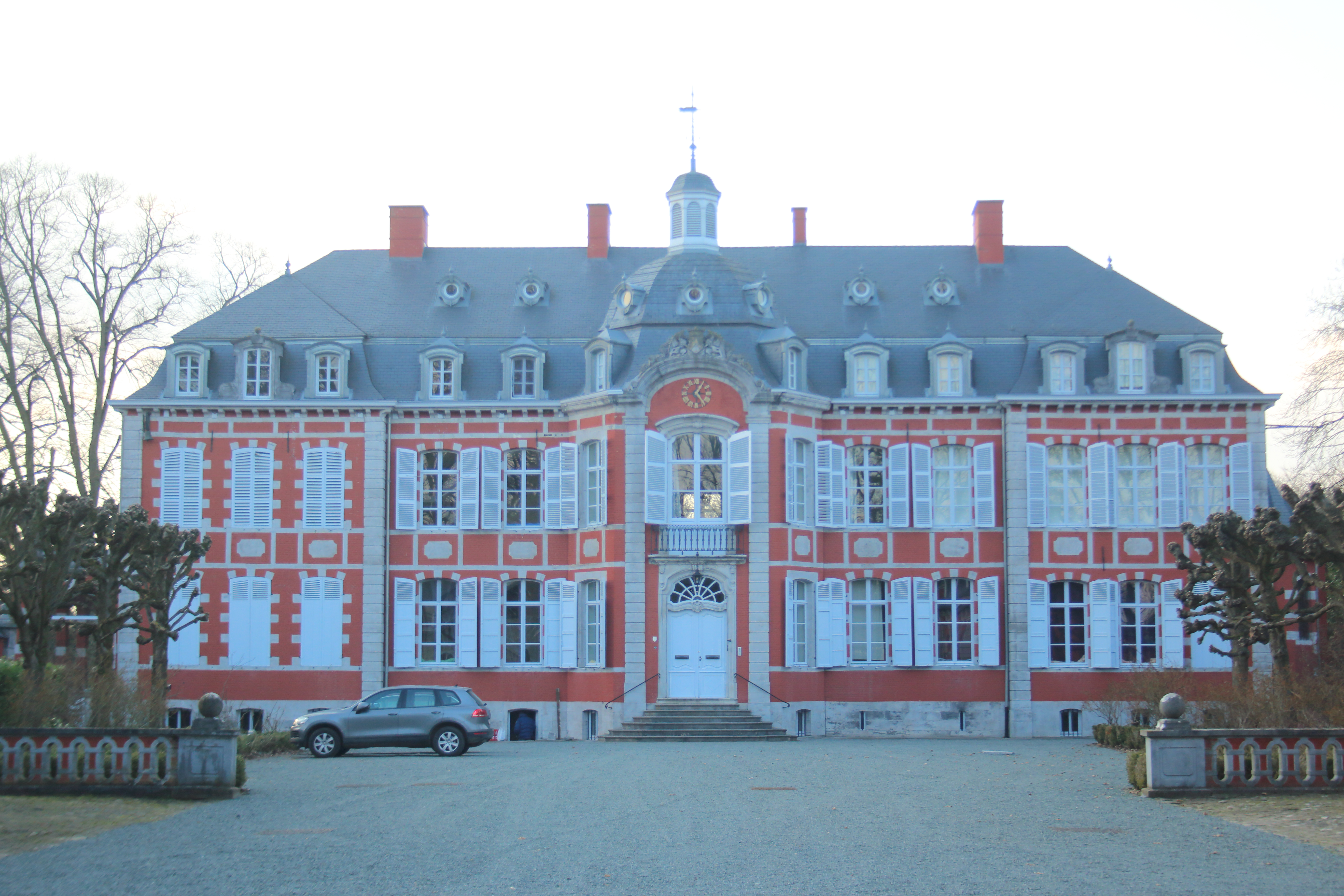
Le château de Thoricourt
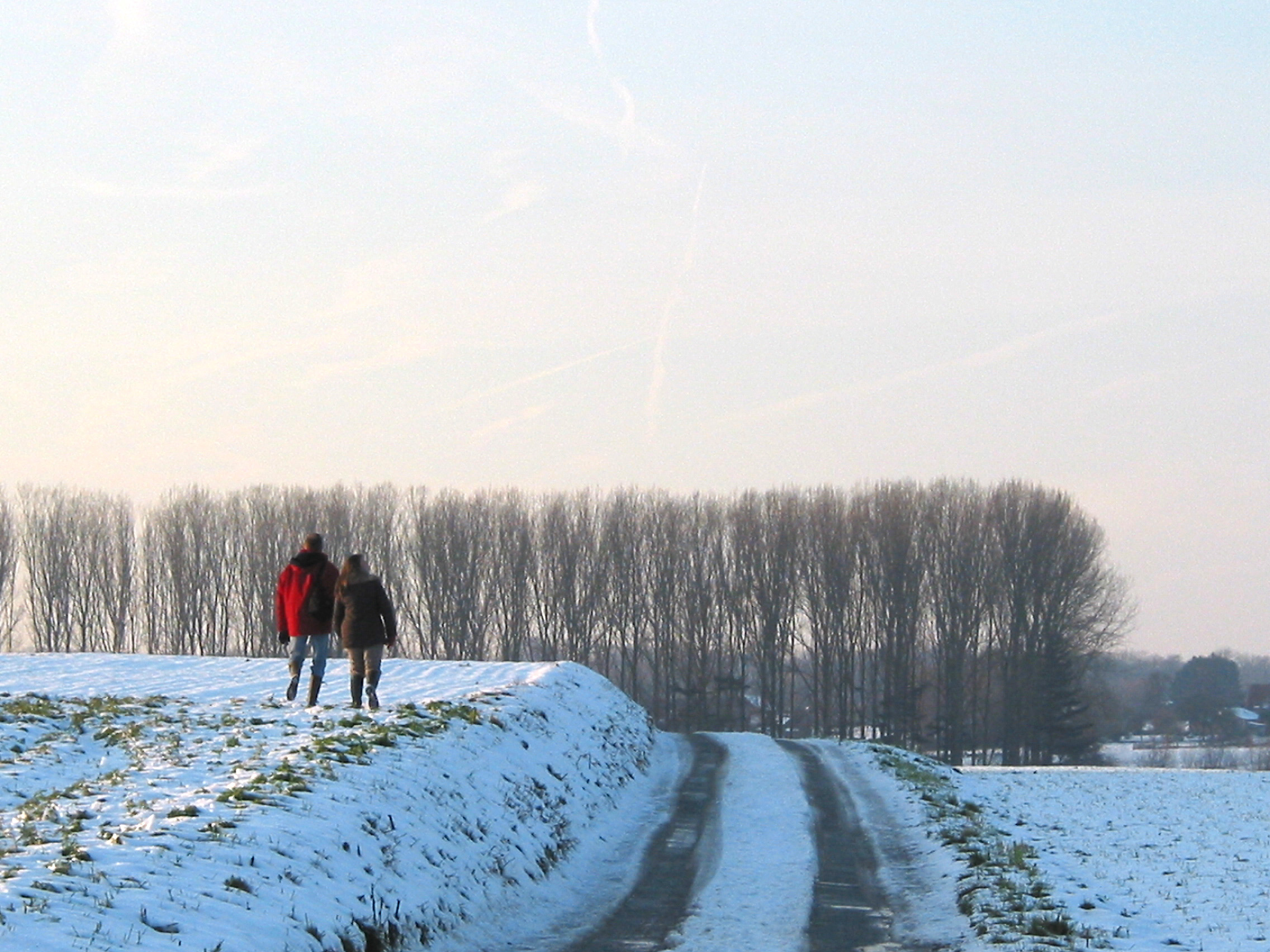
Le chemin de Lombisœul.

## Économie

### Entreprise
En 1992, la famille Oostendorp démarre les Fromages de Thoricourt.